# Ідеал (алгебра)
Ідеал — підструктура з певними властивостями в абстрактній алгебрі. Спочатку виникло поняття ідеал кільця, пізніше було узагальнено для інших алгебраїчних структур. 
Найважливішу роль ідеали відіграють при вивченні кілець, напівгруп, алгебр над кільцем та ін. 
Назва «ідеал» веде своє походження від «ідеальних чисел». Ідеали дають зручну мову для узагальнення результатів теорії чисел на загальні кільця.
Прикладом ідеала може служити підкільце парних чисел в кільці цілих чисел, позначають 2Z.

## Ідеал в абстрактній алгебрі
Для кільця R ідеалом називається підкільце замкнене відносно множення на елементи з R. Для напівгрупи S ідеалом називається під-напівгрупа замкнена відносно множення на елементи з S. Визначення ідеала алгебри аналогічне. Ідеал називається лівим (правим), якщо він замкнутий відносно множення зліва (справа) на елементи кільця (напівгрупи чи алгебри). Ідеал, що є одночасно лівим та правим, називається двостороннім чи просто ідеалом. Для комутативного кільця всі три поняття збігаються.
Більш точно: Ідеалом кільця {\displaystyle R} називається таке підкільце {\displaystyle I} кільця {\displaystyle R}, що
1. {\displaystyle \forall i\in I\;\forall r\in R} добуток {\displaystyle ir\in I} (умова на праві ідеали);
2. {\displaystyle \forall i\in I\;\forall r\in R} добуток {\displaystyle ri\in I} (умова на ліві ідеали).

## Приклади
- У кільці R, сама множина R утворює ідеал R. Також утворює ідеал підмножина, що складається з нейтрального елемента для додавання 0R. Ці два ідеали зазвичай відомі як тривіальні ідеали R.
- Парні цілі числа утворюють у кільці {\displaystyle \mathbb {Z} } всіх цілих чисел; його зазвичай позначають через {\displaystyle 2\mathbb {Z} }. Це ідеал через те, що сума двох будь-яких парних цілих чисел є парне ціле число, і добуток двох парних цілих чисел також парне число. Подібно, множина цілих кратних n є ідеалом позначуваним {\displaystyle n\mathbb {Z} }.
- Множина всіх многочленів з дійсними коефіцієнтами подільних на многочлен x2 + 1 складають ідеал у кільці всіх многочленів.
- Множина всіх n-на-n матриць чий останній рядок нульовий, формують правий ідеал у кільці всіх n-на-n матриць. Цей ідеал не є лівим. Множина всіх n-на-n матриць чий останній стовпчик нульовий, формують лівий ідеал, але не правий.
- Кільце {\displaystyle C(\mathbb {R} )} всіх неперервних функцій f з {\displaystyle \mathbb {R} } на {\displaystyle \mathbb {R} } щодо поточкового множення містить ідеал всіх неперервних функцій f таких, що f(1) = 0. Інший ідеал у {\displaystyle C(\mathbb {R} )} задається тими функціями, що зникають для достатньо великих значень аргументу, тобто тих неперервних функцій f, для яких існує число L > 0 таке, що f(x) = 0, коли |x| > L.
- Цілком неперервні оператори утворюють ідеал у кільці обмежених операторів.

## Ідеал породжений множиною
Нехай R буде кільцем (можливо без одиниці). Будь-який перетин будь-якої непорожньої сім'ї лівих ідеалів R знову є лівим ідеалом R. Якщо X — це непорожня підмножина R, тоді перетин всіх лівих ідеалів R, що містять X, є лівим ідеалом I для R, що містить X, і очевидно є найменшим таким ідеалом. Кажуть, що цей ідеал I є лівим ідеалом породженим множиною X. Подібні визначення можна утворити для правих ідеалів і двосторонніх ідеалів.
Якщо R має одиницю, тоді лівий, правий або двосторонній ідеал R породжений підмножиною X кільця R можна виразити способом, який ми зараз опишемо. Наступна множина є лівим ідеалом:
{\displaystyle \{r_{1}x_{1}+\dots +r_{n}x_{n}\mid n\in \mathbb {N} ,r_{i}\in R,x_{i}\in X\}.\,}
Кожен описаний елемент мусить міститись у кожному лівому ідеалі, що містить X, отже цей лівий ідеал по факту є лівим ідеалом породженим X. Правий і двосторонній ідеал породжені X також можна виразити таким чином:
{\displaystyle \{x_{1}r_{1}+\dots +x_{n}r_{n}\mid n\in \mathbb {N} ,r_{i}\in R,x_{i}\in X\}\,}
{\displaystyle \{r_{1}x_{1}s_{1}+\dots +r_{n}x_{n}s_{n}\mid n\in \mathbb {N} ,r_{i}\in R,s_{i}\in R,x_{i}\in X\}.\,}

## Додаткові відомості
У кільцях замість простих чисел вивчаються прості ідеали як узагальнення взаємно простих чисел вводяться взаємно прості ідеали, можна довести аналог китайської теореми про залишки для ідеалів. 
У деякому важливому класі кілець (дедекіндових) можна навіть отримати аналог основної теореми арифметики: у цих кільцях кожен ненульовий ідеал можна єдиним чином представити як добуток простих ідеалів.

### Українською
- Бондаренко Є.В. (2012). Теорія кілець: навчальний посібник (PDF). Київ: РВЦ “Київський університет„. с. 64. (укр.)
- (укр.) Гаврилків В. М. Елементи теорії груп та теорії кілець. — І.-Ф.  : Голіней, 2023. — 153 с.

### Іншими мовами
- Курош А. Г. Общая алгебра. — М. : Мир, 1970. — 162 с.(рос.)

- Ленг С. Алгебра. — Москва : Мир, 1968. — 564 с. — ISBN 5458320840.(рос.)